# Dietz (Unternehmen)
Die Dietz GmbH (Marktauftritt als Tabakwaren Dietz) ist ein Groß- und Einzelhandelsunternehmen für Tabakwaren mit Sitz in  Leingarten im Landkreis Heilbronn in Baden-Württemberg. Das Geschäftsgebiet umfasst im Wesentlichen Teile von Baden-Württemberg. Vom Stammsitz in Leingarten und einer Niederlassung in Ubstadt-Weiher wird mit rund 110 Mitarbeitern der Groß- und Einzelhandel mit Tabakwaren betrieben. Im Großhandelsbereich werden rund 900 gewerbliche Wiederverkäufer beliefert. Der Einzelhandel erfolgt über rund 7000 Zigarettenautomaten.
Als Vorreiter im deutschen Tabakwarengroßhandel brachte Reiner Dietz eine eigene Zigaretten-Handelsmarke heraus, um dem wachsenden Wettbewerb am Markt gerecht zu werden.
Im Jahr 2022 wurde die rund 1000 Automaten der Gustav Günther Tabakwarengroßhandlung GmbH mit Sitz in Billigheim in den Automatenpark der Dietz GmbH integriert. Zudem erfolgte im Jahr 2023 an Juli die Integration der 200 Kunden aus dem Rechnungsgeschäft der Karl Gengenbach GmbH & Co. KG mit Sitz in Schwäbisch Hall. Zudem betreibt die Dietz GmbH seit 2022 einen eigenen Onlineshop, der sich an erwachsene Raucher richtet.
Seit 2015 ist Maximilian Carle der Geschäftsführer des Unternehmens. Dieser ist seit Mai 2017 Vorstandsmitglied des Branchenverbands Bundesverband Deutscher Tabakwaren-Großhändler und Automatenaufsteller e. V.

## Geschichte
Das Unternehmen wurde  am 1. November 1938 durch Otto Dietz, ausgebildet bei der Heilbronner Zigarrenfabrik S.A. Kahn, gegründet. Die Gründung erfolgte mit der Übernahme eines 1901 gegründeten Tabakwarenfachgeschäfts in der Heilbronner Kramstraße.  Otto Dietz begann sofort durch Akquisition von Großhandelskunden diesen Betrieb auszubauen.
Während der Kriegsjahre führte seine Frau Tilla die Firma weiter. 1944 wurden die Betriebsräume bei der kompletten Zerstörung Heilbronns vollständig ausgebombt. Das Lager wurde in das Wohnhaus von Familie Dietz in der Stolzestraße verlegt und ein Fachgeschäft in der Wilhelmstraße betrieben. Ab 1947 folgte dann der Umzug in größere Betriebsräume am Wollhausplatz wo ebenfalls ein Fachgeschäft eröffnet wurde.
1954 kam ein weiteres Fachgeschäft in der Kaiserstraße hinzu.
1957 erfolgte der Umzug in die Cäcilienstraße. Hier waren die räumlichen Voraussetzungen für einen weiteren Betriebsausbau gegeben. Ab diesem Zeitpunkt startete auch der Betrieb von den ersten eigenen Zigarettenautomaten.
1958 trat der am 25. Februar 1938 geborene Sohn Reiner Dietz, als Teilhaber in die Firma ein, die seinerzeit bereits zu den bedeutendsten Tabakwarenhandlungen in der Bundesrepublik zählte.
1973 erfolgte dann ein weiterer Umzug in die auch heute noch betriebenen Geschäftsräume in Leingarten. Zu der Zeit hatte die Firma 42 Mitarbeiter ca. 400 Rechnungskunden und 4500 Zigarettenautomaten.
Es erfolgte der weitere Ausbau der Firma sowie über 30 Firmenübernahmen, teilweise auch außerhalb des eigentlichen Verkaufsgebiets:
1977 wurde die Firma Ebert in Weilheim (Oberbayern) übernommen. 1982 die Firma Wagner in München, 1985 Firma Zigag und Firma Tabakring (Automaten) in München.
Mit Wirkung zum 1. Oktober 1986 tritt  Reiner Dietz, unter Einbringung seiner Betriebe Wagner und Zigag, als Gesellschafter in die tabacon Oberbayern mit Sitz in München ein. Aus der Firmenzusammenlegung von Reiner Dietz und Erich Spengler entsteht die tabacon Oberbayern DTV-Tabakwaren GmbH & Co. KG. Die tabacon Oberbayern wird der Marktführer in Süddeutschland.
1988 wurde zudem die Firma TAS in Marktdorf am Bodensee sowie die Firma Schlindwein in Karlsdorf-Neuthard bei Bruchsal übernommen. In Karlsdorf befand sich lange Zeit eine Niederlassung der Dietz GmbH.
1991 wurde die Firma TAS aus strategischen Gründen wieder an einen Mitbewerber verkauft.
1992 übernimmt die tabacon Oberbayern den Betrieb von Reiner Dietz in Weilheim und in den Geschäftsräumen von Reiner Dietz wird eine Niederlassung der tabacon Oberbayern eröffnet.
1997 betrug der Umsatz der Dietz GmbH rund 200 Millionen DM.
2009 Übernahme der Firma Mehrer in Ketsch bei Schwetzingen und Umzug der Niederlassung Kalsdorf nach Ketsch.
2020 Umzug der Niederlassung Ketsch in den eigenen Neubau nach Ubstadt-Weiher.